# قانون دست راست
در فیزیک و ریاضی، قانون دست راست یا قاعدۀ دست راست (انگلیسی: Right-hand rule) برای تعیین‌ جهت بردار حاصل از ضرب برداری دو بردار، به‌کار می‌رود.  

ضرب برداری دو بردار a و b، و جهت بردار حاصل از آن a x b.

برای مثال می‌توان این قاعده را برای تعیین‌کردن جهت نیروی وارد بر سیمی که جریان الکتریکی از آن می‌گذرد و در میدان مغناطیسی قرار دارد، به کار بست؛ اگر انگشت اشاره، جهت جریان، و انگشت میانی، جهت میدان مغناطیسی را نشان دهند، انگشت شَست، جهت نیرو را نشان می‌دهد.
از این قاعده می‌توان برای تعیین‌کردن جهت میدان مغناطیسی حاصل از جریان الکتریکی در یک سیم نیز استفاده کرد. 

تعیین جهت نیروی F وارد بر سیمی که جریانی با چگالی J از آن میگذرد و در میدان مغناطیسی با چگالی شار B قرار گرفته‌است.

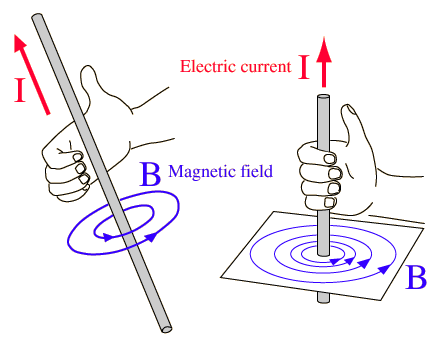
تعیین جهت میدان مغناطیسی حاصل از جریان در یک سیم.